# Incomindios Schweiz
Incomindios (Internationales Komitee für die Indigenen Amerikas) ist eine Menschenrechtsorganisation mit Sitz in Zürich, Schweiz. Seit 1974 setzt sich Incomindios für die Rechte der Indigenen Völker weltweit ein, wobei ein besonderer Fokus auf Nord-, Mittel- und Südamerika gelegt wird.
Der Verein wurde auf Anregung des International Indian Treaty Council (IITC) 1974 in Genf gegründet.
Seit 2003 hat die Organisation Beraterstatus als NGO (Special, ehemals Kat.II) beim Wirtschafts- und Sozialrat der UNO (ECOSOC).
Heute zählt der Verein über 1.000 Mitglieder.

## Tätigkeiten
Der ursprüngliche Zweck der Organisation war es, den Indigenen Völkern Zugang zur UNO in Genf zu verschaffen. Im Jahr 2007 wurde die Deklaration der Rechte indigener Völker (UNDRIP) nach einem 25-jährigen Entwicklungsprozess durch die UNO-Generalversammlung verabschiedet. Dieses Dokument räumt den Indigenen Völkern erstmals, sowohl als Kollektiv als auch als Individuen, umfassende Grundrechte ein. Diese Entwicklungen will Incomindios vorantreiben und dazu beitragen, dass die Deklaration weltweit bekannt, akzeptiert, umgesetzt und in die nationalen Rechtssysteme integriert wird.
Die inhaltliche Arbeit ist in drei verschiedene Themengebiete (Rechte, Kultur und Bildung, Ressourcen) unterteilt und wird in den Arbeitsgruppen geleistet. Diese verfolgen die Situation und Entwicklung der Lage der Indigenen Völker weltweit mit besonderem Fokus auf Nord-, Mittel- und Südamerika, gelangen mit Petitionen sowie Aktionen an die Öffentlichkeit und greifen Fälle von Menschenrechtsverletzungen auf.